# Кови, Деб
Дебора Ли (Деб) Кови (в замужестве — Барнетт; англ. Deborah Lee (Deb) Covey (Barnett), 7 сентября 1961, Биггар, Канада) — канадская хоккеистка (хоккей на траве), полузащитник. Бронзовый призёр чемпионата мира 1986 года, серебряный призёр Панамериканских игр 1991 года, бронзовый призёр Панамериканских игр 1987 года. Участвовала в летних Олимпийских играх 1988 и 1992 годов.

## Биография
Шэрон Крилман родилась 7 сентября 1961 года в канадском городе Биггар.
Училась в университете Альберты, играла за его команды по хоккею на траве и волейболу. Получила здесь степень бакалавра физического воспитания в 1983 году и степень магистра искусств в 1989 году.
Играла в хоккей на траве за «Фостер Кидс».
В 1986 году завоевала бронзовую медаль на чемпионате мира в Амстелвене. В 1990 году также участвовала в чемпионате мира в Дублине.
В 1988 году вошла в состав женской сборной Канады по хоккею на траве на летних Олимпийских играх в Сеуле, занявшей 6-е место. Играла на позиции полузащитника, провела 5 матчей, мячей не забивала.
В 1992 году вошла в состав женской сборной Канады по хоккею на траве на летних Олимпийских играх в Барселоне, занявшей 7-е место. Играла на позиции полузащитника, провела 5 матчей, забила 2 мяча (по одному в ворота сборных Испании и Новой Зеландии).
Дважды была призёром хоккейных турниров Панамериканских игр: в 1987 году в Индианаполисе выиграла бронзу, в 1991 году в Гаване — серебро.
В 1985—1994 годах провела за сборную Канады 109 матчей.
После окончания игровой карьеры в течение 8 лет работала в Ассоциации хоккея на траве Альберты, была тренером университета Калгари. В дальнейшем вместе с мужем переехала во Флориду, а оттуда в Нью-Джерси.

## Семья
Муж — Энди Барнетт, работал тренером по физической подготовке в клубе по американскому футболу «Нью-Йорк Джайентс». Есть двое сыновей.

## Увековечение
Введена в Зал спортивной славы университета Альберты.